# Benjamin Aubert
Pour les articles homonymes, voir Aubert.
Benjamin Aubert, né le 13 novembre 1997 à Amiens, est un joueur professionnel de squash représentant la France. Il atteint, en janvier 2021, la cinquantième place mondiale sur le circuit international, son meilleur classement.

## Biographie
Il est champion d'Europe par équipes en 2017. Il se qualifie pour les championnats du monde masculin 2019-2020 s'inclinant au premier tour face à son compatriote Lucas Serme.
Il intègre le top 50 mondial en janvier 2021.

## Palmarès

### Titres
- Championnats d'Europe par équipes : 2017

### Finales
- Championnat de France de squash : 2019